# Atractodes subrepens
Atractodes subrepens är en stekelart som beskrevs av Forster 1876. Atractodes subrepens ingår i släktet Atractodes och familjen brokparasitsteklar. Inga underarter finns listade.